# Thritthi Nonsrichai
Thritthi Nonsrichai (thailändisch ธฤติ โนนศรีชัย, * 13. März 1983 in Bangkok) ist ein ehemaliger thailändischer Fußballspieler.

## Karriere
Thritthi Nonsrichai erlernte das Fußballspielen in Bangkok der Schulmannschaft vom Bangkok Christian College. 2002 stand er beim Bangkok Christian College FC unter Vertrag. Der Verein spielte in der zweiten thailändischen Liga, der Thai Premier League Division 1. 2003 wechselte er zum BEC Tero Sasana FC. Der ebenfalls in Bangkok beheimatete Verein spielte in der ersten Liga, der Thai Premier League. 2003 und 2004 wurde er mit BEC Vizemeister. Mitte 2010 ging er zum Ligakonkurrenten Bangkok Glass. Hier stand er bis Mitte 2012 unter Vertrag. Im Juli 2012 verpflichtete ihn der Erstligist Muangthong United. Ende 2012 feierte er mit Muangthong die Meisterschaft. Nach einem Jahr ging er Mitte 2013 zum Erstligaaufsteiger Bangkok United. Für Bangkok United bestritt er 35 Erstligaspiele. Die Rückserie 2016 wurde er an den Ligakonkurrenten Suphanburi FC nach Suphanburi ausgeliehen. Für Suphanburi stand er neunmal in der ersten Liga auf dem Spielfeld. 2017 kehrte er zu seinen ehemaligen Verein BEC Tero zurück. Hier beendete er Ende 2017 seine Karriere als Fußballspieler.

## Erfolge
BEC-Tero Sasana FC
- Thailändischer Pokalfinalist: 2009

Muangthong United
- Thailändischer Meister: 2012